# Casa Geli Vergés
La Casa Geli Vergés és un edifici del municipi de Figueres (Alt Empordà) que forma part de l'Inventari del Patrimoni Arquitectònic de Catalunya.

## Descripció
Edifici situat a l'eixample de la ciutat. Es tracta d'un edifici urbà residencial situat en cantonada. A la planta baixa la façana de Pi i Maragall presenta porta d'entrada coronada amb voladís ceràmic verd i una finestra; a la cantonada una finestra geminada. Totes tenen guardapols esglaonats amb ornamentació ceràmica, i tenen barana de ferro. La façana de Pou Artesià a la planta baixa presenta dues finestres; al primer pis apareix una finestra tripartides amb ceràmica verd clar estriada; fris de tríglifs i mètopes en verd; la cornisa superior i la barana amb balustrada en alternança de motiu geomètric i pany de paret llis que presenta merlets i hídries. La façana és arrebossada i pintada en groc amb sòcol gris.